# Maglorio di Dol
Maglorio di Dol, in francese Magloire, ma chiamato anche sant Maelor in Bretagna o saint Mannelier sull'isola di Jersey (Glamorgan, 535 – Sercq, 24 ottobre 605), è stato un vescovo e un abate bretone di origine gallese; fu allievo di sant'Iltud.

## Storia
San Maglorio è uno dei tanti santi bretoni che la tradizione vuole venuti nella Bretagna continentale, provenienti da oltre Manica.
La sua vita è stata narrata da un anonimo monaco dell'abbazia di Lehon, che custodì le reliquie del santo, nell'opera Vita Maglorii, capolavoro dell'antica letteratura bretone.
Egli è ritenuto, secondo la  Vita Maglorii, cugino di san Macuto e di san Sansone, al quale sarebbe succeduto sul seggio episcopale di Dol. Dietro ingiunzione di un angelo egli avrebbe abdicato in favore di san Budoco, per ritirarsi a vita eremitica sull'isola di Sercq, ove condusse la sua vita monastica alla testa di sessantadue discepoli.
Dopo la morte il suo corpo sarebbe stato trafugato dai monaci della futura abbazia di Léhon. Nel periodo 956 - 966, durante le invasioni normanne, Ugo Capeto ne fece trasferire le reliquie a Parigi per metterle al sicuro. Furono poste nella chiesa di Saint-Barthélemy, sull'île de la Cité, che prese il nome di San Maglorio, poi le fece trasportare nella chiesa appositamente eretta ed a lui dedicata in rue Saint-Denis. Nel 1572, esse furono trasferite nella chiesa di Saint-Jacques-du-Haut-Pas.

## Iconografia

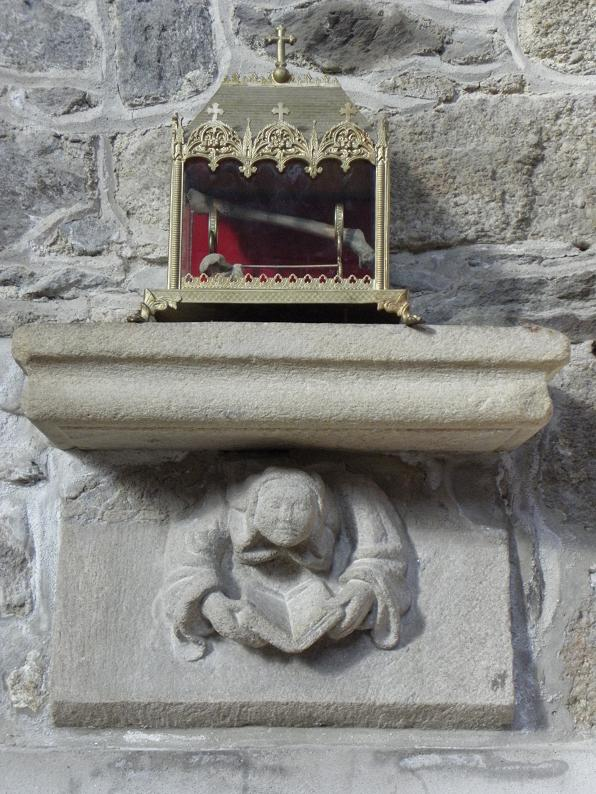
Reliquiario di Sant-Maglorio - Chiesa abbaziale di Lehon

Numerose sono le opere d'arte che lo raffigurano: egli è ritratto come pellegrino o come eremita; nella chiesa del convento camaldolese di Faenza, è raffigurato in un quadro del pittore romano Antonio Mancini.

## Memoria liturgica
San Maglorio è celebrato il 24 ottobre.
Nella Diocesi di Quimper viene celebrato il 27 ottobre

## Canto
Pour servir Dieu dans le monastère de Lammeur, O père Maelor.

Ayant plut à Dieu par le doux parfum de la lutte monastique,

Tu gratifias l'île de Sark de ton divin repos.

Prie Dieu pour nous, O saint, afin qu'Il nous épargne

D'une mort soudaine et non-préparée et qu'Il nous accorde le Salut.»
(Tropo di san Maglorio di Dol )